# Hennes (журнал)
«Hennes» (укр. Геннес) — жіночий журнал, що видавався у Швеції. Журнал виходив з 1961 по 2009 рік.

## Історія та зміст
«Hennes» була заснована в 1961 році. Власником був Egmont Holding AB. Компанія була придбана в 1997 році. Штаб-квартира журналу знаходилася в Мальме і була орієнтована на молодих жінок. Останній номер «Hennes» вийшов у травні 2009 року.